# 도젠지 사건

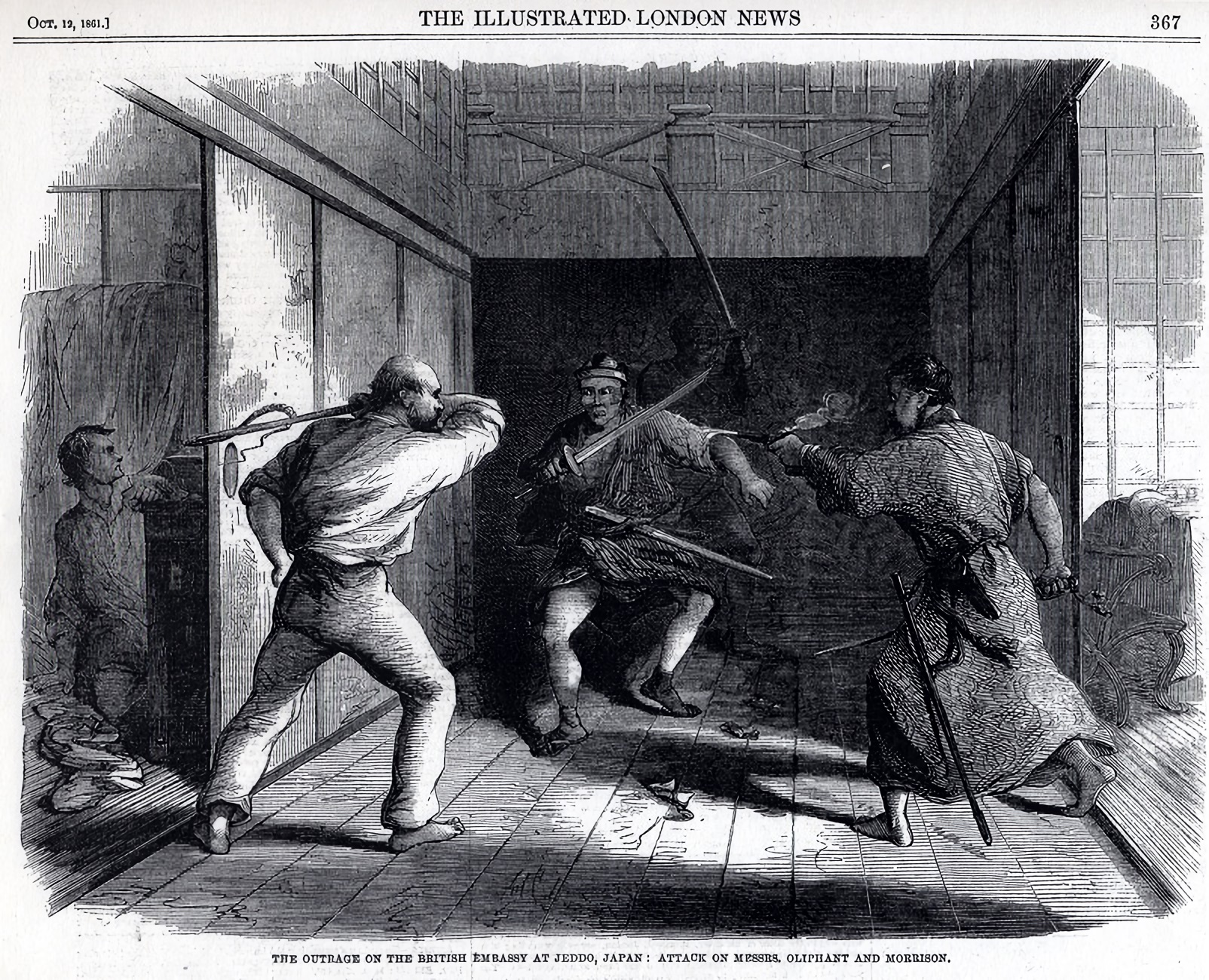
제1차 도젠지 사건, 승마 채찍으로 반격하는 올리펀트와 그늘에 숨어있는 모리슨

도젠지 사건(東禅寺事件)은 에도 시대 막부 말기에 양이파 지사가 다카나와 도젠지에 설치되어 있던 영국공사관을 습격한 사건이다. 1861년과 1862년 두 차례에 걸쳐 발생했다.

## 제1차 도젠지 사건

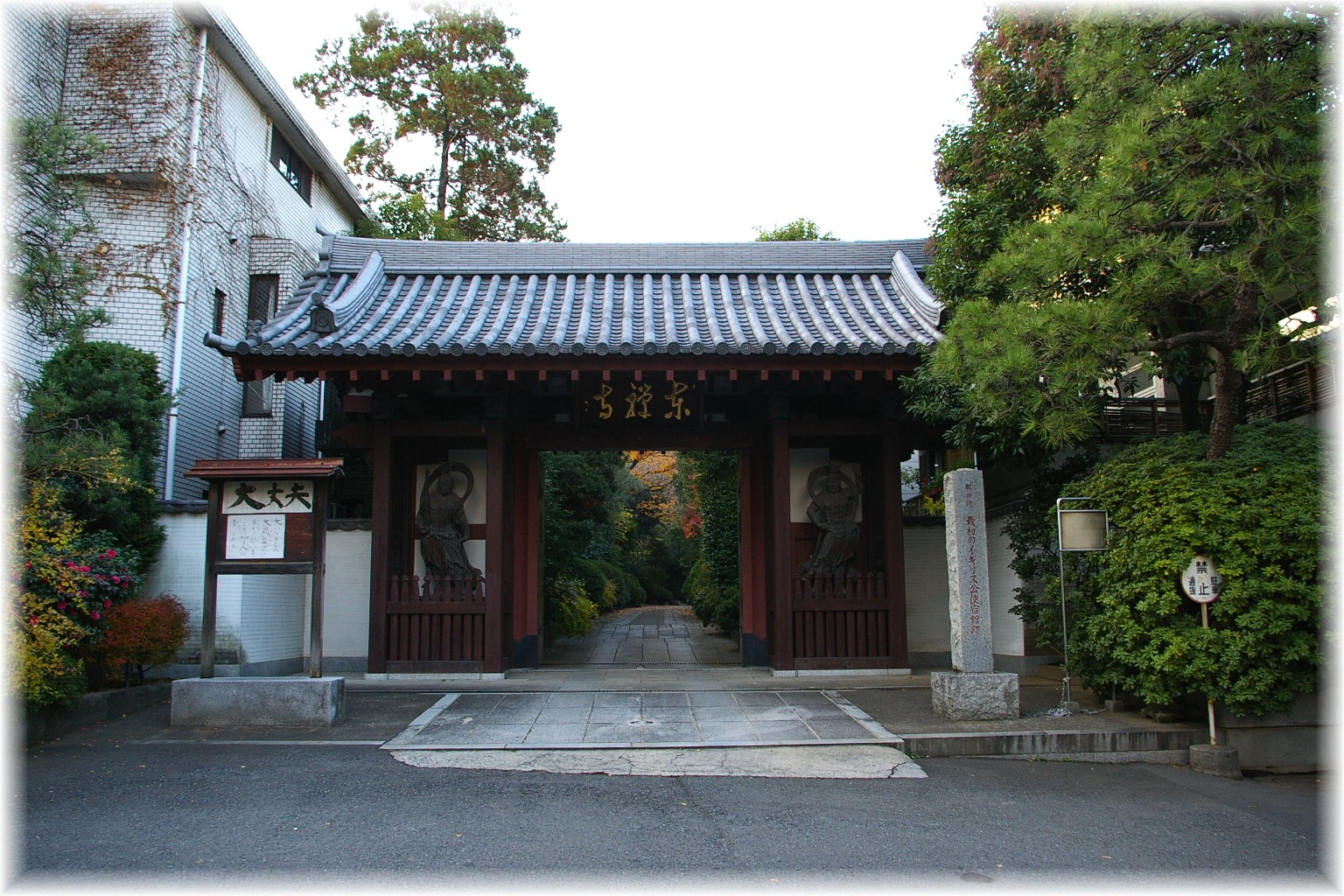
도쿄 미나토의 도젠지

분큐 원년 1861년 5월 28일, 미토 번을 탈번하여 떠돌던 양이파 낭인 14명이 영국 공사 러더퍼드 올콕 등을 습격한 사건이다.
1861년 5월 영국 공사 올콕은 나가사키에서 에도로 향할 때 막부가 경비상의 문제로 해로로 이동할 것을 권했다. 반면 조약에서 정하는 국내 여행 권한을 강경하게 주장하며, 육로를 통해 에도를 여행하며 5월 27일에 영국 공사관이 설치되어 있었던 에도 다카나와의 도젠지에 들어갔다. 이 행동에 대해 존왕파의 지사들은 “오랑캐에 의해 신국 일본이 더렵혀졌다”고 격분했다.
5월 28일 오후 10시경 미토번을 탈번한 양이파 낭인 아리가 한야(有賀半弥) 등 14명은 도젠지 영국 공사관에 침입해 올콕 공사 일행을 습격했다. 외국봉행 휘하의 공사관에서 경비를 서고 있던 하타모토 코오리야마 번사와 니시오 번사가 응전하며, 저택 안팎에서 양이파 낭인들과 전투를 벌였고, 경비병 2명, 낭인 3명이 사망하는 사상자를 기록했다. 올콕도 가까스로 난을 피했지만, 서기관이었던 로렌스 올리펀트와 나가사키 주재 영사 조지 모리슨이 부상당했다. 두 명은 그 후 귀국길에 올랐다.
양이파 낭인들은 공사 습격이 실패로 돌아가자 도주를 했다. 아리가 한야(有賀半弥), 고보리 도라키치(小堀寅吉), 후루카와 가즈마노스케(古川主馬之介) 3명이 격퇴되었고, 사카키마사키리 사부로가 현장에서 체포되어 12월 참수당한다. 도망간 낭인도 시나가와의 여관 토라야(虎屋)에서 포위되어 나카무라 사다스케, 야마자키 노부유키스케 2명은 할복하고, 이시이킨시로우가 사로잡혔다. (할복했지만 죽지 못해서 잡힌 후 사망) 마에기 신파치로는 미처 대피를 하지 못하고 할복했다. 로시들은 모두 습격취지서를 휴대하고 있었으며, 거기에는 ‘존왕의 대의’를 실행한 취지가 적혀 있었다. 도주한 구로사와 고로, 다카하타 쇼지로는 그때 사카시타 문 밖의 변에도 참여하여 싸우다 죽었다. 오카미 도메지로는 서쪽 지방으로 도주하여, 덴추구미의 변에 참여했다가 패주한 이후 잡혀 참수되었다. 다른 낭인들도 도망치다가 할복, 옥사 또는 참수되어 메이지 시대까지 살아남은 것은 습격에 참여하지 않고 도주했다가, 체포된 이후 메이지 유신으로 특사로 풀려난 호리에 요시노스케(堀江芳之助) 뿐이었다.
사건 이후 올콕은 에도 막부에 엄중 항의를 했고, 영국 수병의 공사관 주둔을 승인받았으며, 일본 측 경비병력을 증강시키고, 배상금 1만 달러를 지불받는 조건으로 사건은 해결을 보았다. 사건 이전, 올콕은 막부가 경비를 구실로 자신들을 감시하고 있다고 생각했지만, 양이 운동이 치열하게 전개되고 있음을 인식하게 되었다. 그는 저서에서 “경비병은 낭인과 싸우지 않았다”고 적고 있지만, 실제로는 경비병은 그 책임을 다했다.
사건 당시 외국방에 도젠지에 있던 후쿠치 게이치로는 목격한 사건의 개요를 기록했다. 이후 낭인을 격퇴한 경비 무사들 48명에게는 포상이 내려졌다.

## 제2차 도젠지 사건
1862년(분큐 2년) 5월 29일 도젠지 경비였던 마쓰모토 번의 번사 이토 군무관이 영국 병사 2명을 참살한 사건이다. 1차 도젠지 사건 이후 올콕은 막부에 의한 경호를 기대할 수 없다며 공사관을 요코하마로 이전했다. 그러나 올콕이 귀국한 사이에 공사 대리가 된 존 닐은 다시 도젠지로 공사관을 되돌려 놓았고, 오가키번, 기시와다번, 마쓰모토 번이 경호를 담당하게 되었다.
도젠지에서 경비를 서고 있던 병력 중 하나인 마쓰모토 번사 이토 군무관은 도젠지 경비에 의해 자신들의 번이 많은 지출을 강요당하고 있는 것이나, 외국인들 때문에 일본인끼리 서로 죽이는 것을 우려하여, 공사를 살해하여 자번의 도젠지 경비 책임을 해제시키려고 생각했다. 이토는 한밤중에 닐의 침실에 침입하려고 했으나 경비를 서고 있던 영국 병사 2명에게 발각되어 격투를 벌여 그들을 쓰러뜨렸지만, 자신도 부상을 입고 원두막으로 피신하여 할복했다.
막부는 경비 책임자를 처벌하고 마쓰모토 번주 마쓰다이라 미쓰노리에게 대기를 명령했고, 영국 사이에 배상금 지불 협상을 벌였지만 결정되지 않았다. 이런 와중에 나마무기 사건이 발생했다. 막부는 다음 해 분큐 3년 4월 나마무기 사건의 배상금과 함께 1만 파운드를 지불하여, 해결을 보았다.